# 埃文森角

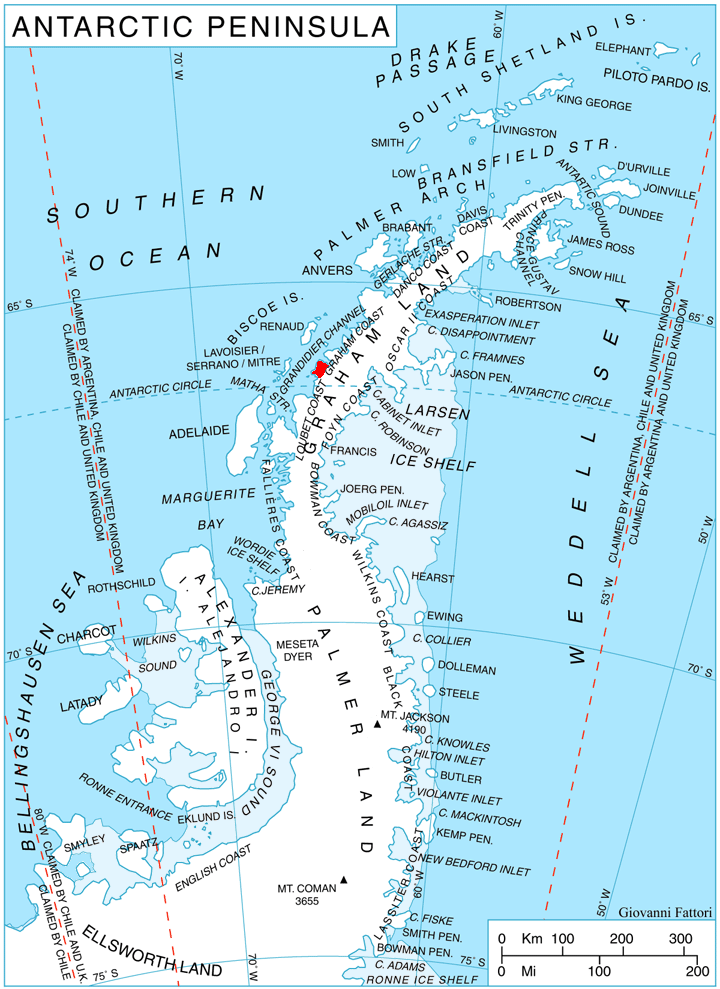

埃文森角（英語：Cape Evensen）是南極洲的海岬，位於葛拉漢地的斯特雷舍半島西北岸，由法國探險隊發現，該海岬被國際鳥盟列為重點鳥區，是約180雙藍眼鸕鷀的棲息地。
66°9′S 65°44′W / 66.150°S 65.733°W